# Arenillas de Riopisuerga
Arenillas de Riopisuerga é um município da Espanha na província de Burgos, comunidade autónoma de Castela e Leão, de área 27,92 km² com população de 197 habitantes (2007) e densidade populacional de 7,06 hab./km².

## Demografia
| Variação demográfica do município entre 1991 e 2004 | Variação demográfica do município entre 1991 e 2004 | Variação demográfica do município entre 1991 e 2004 | Variação demográfica do município entre 1991 e 2004 |
| --------------------------------------------------- | --------------------------------------------------- | --------------------------------------------------- | --------------------------------------------------- |
| 1991                                                | 1996                                                | 2001                                                | 2004                                                |
| 241                                                 | 235                                                 | 228                                                 | 221                                                 |